# باتلرز (أنمي)
باتلرز: تشيتوس موموتوسي مونوغاتاري (باليابانية: Butlers～千年百年物語～، بالروماجي: Butlers: Chitose Momotose Monogatari) (بالإنجليزية: Butlers: A Millennium Century Story)‏ هي سلسلة مانغا
يابانية نشرت من قبل كادوكاوا شوتين في مجلة كوميك نيوتيبي منذ 23 يناير عام 2018. أنتجت إلى مسلسل أنمي تلفزيوني من قبل استوديو سيلفر لينك، عرض في 12 أبريل عام 2018 واستمر عرضه حتى 28 يونيو عام 2018، وتكون من 12 حلقة.

## القصة
تدور أحداث القصة عن تينا كيساراغي الذي عاش في سلام مع أخته الصغيرة وزميله تسوباسا هاياكاوا، فجأة تم أرسال تينا بعد مائة عام في المستقبل، واكتشف أن هناك الآن أكاديمية تسمى أكاديمية كويومي في المكان الذي كان يوجد فيه قصره ذات يوم، اتخذ اسم كوما جينغوجي وأصبح رئيس مجلس الطلاب في أكاديمية كويومي وهو يبحث عن أدلة حول الماضي.

## الشخصيات
كوما جينغوجي (باليابانية: 神宮司 高馬، بالروماجي: Jingūji Kouma)
أداء صوتي: تاتسوهيسا سوزوكي
تينا كيساراغي (باليابانية: 如月 天奈، بالروماجي: Kisaragi Ten'na)
أداء صوتي: ساتشيكا ميساوا
تسوباسا هاياكاوا (باليابانية: 羽早川 翔، بالروماجي: Hayakawa Tsubasa)
أداء صوتي: تاكويا ساتو
أكيرا تاتشيبانا (باليابانية: 橘 晃، بالروماجي: Tachibana Akira)
أداء صوتي: تومواكي ماينو
هوتارو آوبا (باليابانية: 青葉 蛍، بالروماجي: Aoba Hotaru)
أداء صوتي: تاكوما ناغاتسوكا
هاروتو هيزاكورا (باليابانية: 緋櫻 春人، بالروماجي: Hizakura Haruto)
أداء صوتي: توشيوكي تويوناغا
كيويتشي سانو (باليابانية: 茶野 京一، بالروماجي: Sano Kyōichi)
أداء صوتي: تشياكي كوباياشي
دايتشي كوروساوا (باليابانية: 黒澤 大地، بالروماجي: Kurosawa Daichi)
أداء صوتي: سييتشيرو ياماشيتا
تاكتشي ميكوني (باليابانية: 御国 鷹司، بالروماجي: Mikuni Takashi)
أداء صوتي: نورياكي سوغياما
يوكي فوجيشيرو (باليابانية: 藤代 悠希، بالروماجي: Fujishiro Yūki)
أداء صوتي: كين
هيكاري كاغياما (باليابانية: 影山 輝، بالروماجي: Kageyama Hikari)
أداء صوتي: كيسومي كوموتو
رين شيراتوري (باليابانية: 白鳥 蓮، بالروماجي: Shiratori Ren)
أداء صوتي: ميتسكي سايغا

## وصلات خارجية
- الموقع الرسمي باللغة اليابانية
- باتلرز (أنمي) على موقع IMDb (الإنجليزية)
- باتلرز (أنمي) على موقع ANN anime (الإنجليزية)